# Yakuwarigo
Jezik stereotipnih uloga ili yakuwarigo (japanski: 役割語) jezični je stil koji ističe određene karakteristike samog govornika: dob, spol, zanimanje, položaj u društvu, razdoblje, izgled, osobnost i sl. Uglavnom se koristi u fikciji za oslikavanje stereotipa. Termin je predložio japanski lingvist Kinsui Satoshi.

## Uloge
U raznim medijima, a pogotovo dječjim djelima i filmovima kategorije B, likovi poput staraca i dama govore određenim stilom, te iako takav govor u stvarnosti ne postoji, olakšava shvaćanje uloge pojedinog lika u priči. Kroz ponavljanje u raznim medijima, jezik stereotipnih uloga se proširio japanskim društvom. Razvojem standardnog jezika i medija, jezik stereotipnih uloga je također postao složeniji. Standardni japanski jezik je nastao u Tokiju, te je proširen i prihvaćen diljem države, a razumjeti ga mogu govornici bilo kojeg dijalekta. U istu ruku, nestandardna verzija se isto stvara, širi i fiksira diljem Japana. Kao posljedica stereotipizacije govora određenih likova, likovi koji pričaju tim stilom se smatraju sporednim likovima, dok ga glavni likovi rijetko koriste (radi prikazivanja osobitosti glavnog lika, koristi se do neke mjere). Ako protagonist govori vrlo izraženim jezikom stereotipnih uloga, ili ako likovi ne govore stilom koji odgovara njihovom stereotipu, to je potrebno posebno naznačiti. Kinsui u ovom jeziku spoznaje mogućnost izazivanja slika i navodi da japanska djela ne bi bila moguća bez jezika stereotipnih uloga, no njegova prekomjerna upotreba je zastarjela i prikriva izvornu raznovrsnost japanskog jezika. Također govori i da ponekad može prenijeti namjerne ili nenamjerne predrasude koje pisac ima, uzevši u obzir stereotipizaciju prisutnu u ovom jeziku.

## Primjeri u Japanu
Većina fraza jezika stereotipnih uloga je u stvarnosti postala stereotipom, dok su neke umjetno stvorene. Čimbenici koji ga karakteriziraju su raznovrsni, no neki od važnijih su osobne zamjenice (a pogotovo u prvom licu) i sufiksi na kraju rečenice.
Ima mnogo vrsta jezika stereotipnih uloga, te Kinsui prikazuje razlike između nekoliko na primjeru rečenice „Tako je, znam.“:[može li se dodati doslovni prijevod rečenica?]
1. sō da yo, boku ga shitteru no sa — dječaci
2. sō yo, atashi ga shitteru wa — djevojčice
3. sō desu wa yo, watakushi ga zonjite orimasu wa — dame
4. sō ja, sessha ga zonjite oru — samuraji
5. sō ja, washi ga shitte oru — starci
6. so ya, wate ga shittoru dee — govornici dijalekta Kansai
7. nda, ora shitteru da — seljaci
8. sō aru yo, watashi ga shitteru aru yo — kineski govornici

## Rojingo
Rojingo (japanski: 老人語. „jezik staraca“) je u fikciji određen karakteristikama poput osobne zamjenice washi (japanski: わし. „ja“), kopule ja (japanski: じゃ), negacije nu ili n (japanski: ぬ; ん) i sličnih izraza koji su posebitosti dijalekata zapadnog Japana. Ti su izrazi slični današnjem dijalektu Hirošime, ali se kao izvor rojingoa smatra Kamigata dijalekt iz razdoblja Edo. U ranom razdoblju Edo, dijalekt nije bio uspostavljen, a dijalekt Kamigata se smatrao normativnim jezikom. Nadalje se u drugoj polovici dijalekt Edo uspostavio u nižim klasama društva, dok su konzervativne starije osobe i intelektualci nastavili govoriti dijalektom Kamigata. Prema tome se u dramama Kabuki, Gesaku djelima i sličnome, za prikaz starijih osoba počeo koristiti preuveličani Kamigatanski dijalekt, te se tako starački govor učvrstio.

## Dijalekti
U jeziku stereotipnih uloga se mogu koristiti i dijalekti, zamišljeni dijalekti, a i kombinacije istih. Primjerice, seljaci znaju koristiti jezik nalik na dijalekt regije Tohoku, unatoč činjenici da likovi nisu iz te regije. Seljak bi mogao koristiti osobnu zamjenicu ora (japanski: おら. “ja”) ili kopulu da (japanski: だ). Trgovci ili likovi u svrhu komičnog efekta često koriste dijalekt Osake, a Kyushu, Hiroshima i Tosa dijalekti se često smatraju 'muževnijima', te se preko njih prikazuju delikventi i Yakuze.